# Файнштейн, Эдуард Соломонович
Эдуард Соломонович Файнштейн (род. 12 февраля 1947, Вильнюс) — советский и белорусский борец греко-римского стиля, призер чемпионатов СССР, мастер спорта СССР международного класса. Главный тренер сборной Литвы по греко-римской борьбе.

## Биография
Родился в 1947 году в Вильнюсе где в возрасте тринадцати лет начал заниматься классической борьбой. 
В 1965 году переехал в Минск, где поступил в Минский радиотехнический институт и начал тренироваться у Дмитрия Когана.
В 1968 году стал победителем молодежного первенства СССР.
В 1970 и 1973 становился вторым призером чемпионата СССР.
В 1971 закончил Минский радиотехнический институт.
В 1971 занял третье место на летней Спартакиаде народов СССР.  
В 1973 году победил на турнире Ивана Поддубного и летней универсиаде. 
В 1968–1970, 1972, 1973, 1975 становился чемпионом БССР. 
В 1976 году закончил Белорусский институт физической культуры и переехав в Вильнюс начал работать тренером.
В 1979 году стал чемпионом Литовской ССР.
С 1980 по 2000 год главный тренер Литовской ССР и Литвы.
Среди учеников участник Олимпийских игр в Атланте Руслан Вартанов.

## Награды и звания
- Мастер спорта СССР международного класса (1973)
- «Олимпийская звезда», Литовский олимпийский комитет[2]

## Спортивные результаты
- Чемпионат СССР по классической борьбе 1970 года — ;
- Классическая борьба на летней Спартакиаде народов СССР 1971 года — ;
- Чемпионат СССР по классической борьбе 1973 года — ;